# O, It's Great to Be Crazy
O, It's Great to Be Crazy è un cortometraggio muto del 1918, diretto da Leslie T. Peacocke con Stan Laurel. 
Rappresenta il decimo film girato dall'attore Stan Laurel dopo il cortometraggio Frauds and Frenzies girato sempre nel 1918.
Il cortometraggio fu distribuito il 30 dicembre 1918.

## Produzione
Il film fu prodotto dalla Nestor Film Company.

## Distribuzione
Distribuito dall'Universal Film Manufacturing Company, uscì nelle sale cinematografiche USA il 30 dicembre 1918.